# Store Hellstugutinden
Store Hellstugutinden es una montaña en Lom, Noruega que se encuentra en la cordillera de Jotunheimen. Store Hellstugutinden es el más alto de varios picos a lo largo de la cresta Hellstugutindane, entre Hellstugubrean / Vestre Memurubrean en el este y en el oeste de Urdadalen.
La cresta de Hellstugutindane consta de:
- Nordre Hellstugutinden
- Midtre Hellstugutinden
- Store Hellstugutinden
- Nestsøre Hellstugutinden
- Søre Hellstugutinden